# آنا تيريزا فرنانديز
آنا تيريزا فرنانديز (بالإسبانية: Ana Teresa Fernández)‏ هي فنانة مكسيكية، ولدت في 1980.